# Get Rich or Die Tryin’
A 2003-as Get Rich or Die Tryin’ 50 Cent New York-i rapper első lemeze. A tervezett dátumhoz képest hét nappal hamarabb adták ki a bootlegek és az internetes letöltések miatt.
Az első héten 872 000 példány kelt el a lemezből, így a Billboard 200 élére került. Öt kislemezéből négy lett number one: In da Club, 21 Questions, Wanksta és P.I.M.P.. 2003 decemberére az album hatszoros platinalemez lett, 2011 januárjára már nyolcmillió példányát értékesítették, így minden idők negyedik legtöbb példányban eladott rapalbuma az Egyesült Államokban. A kritikusok is dicsérték, 2004-ben jelölték a legjobb rapalbumnak járó Grammy-díjra. Az album szerepel az 1001 lemez, amit hallanod kell, mielőtt meghalsz című könyvben. 2020-ban a Minden idők 500 legjobb albuma listán 280. helyen szerepelt.

## Az album dalai
| #  | Cím                            | Producer                | Vendégelőadó        | Idő  |
| -- | ------------------------------ | ----------------------- | ------------------- | ---- |
| 1  | Intro                          |                         |                     | 0:06 |
| 2  | What Up Gangsta                | Rob "Reef" Tewlow       |                     | 2:59 |
| 3  | Patiently Waiting              | Eminem                  | Eminem              | 4:48 |
| 4  | Many Men (Wish Death)          | Darrell "Digga" Branch  |                     | 4:16 |
| 5  | In Da Club                     | Dr. Dre                 |                     | 3:16 |
| 6  | High All The Time              | DJ Rad                  |                     | 4:29 |
| 7  | Heat                           | Dr. Dre                 |                     | 4:14 |
| 8  | If I Can't                     | Dr. Dre                 |                     | 3:16 |
| 9  | Blood Hound                    | Sean Blaze              | Young Buck          | 4:00 |
| 10 | Back Down                      | Dr. Dre                 |                     | 4:03 |
| 11 | P.I.M.P.                       | Denaun Porter           |                     | 4:09 |
| 12 | Like My Style                  | Rockwilder              | Tony Yayo           | 3:13 |
| 13 | Poor Lil' Rich                 | Sha Money XL            |                     | 3:19 |
| 14 | 21 Questions                   | Midi Mafia              | Nate Dogg           | 3:44 |
| 15 | Don't Push Me                  | Eminem                  | Lloyd Banks, Eminem | 4:08 |
| 16 | Gotta Make It To Heaven        | Megahertz               |                     | 4:00 |
| 17 | Wanksta (bónuszdal)            | John "J-Praize" Freeman |                     | 3:39 |
| 18 | U Not Like Me (bónuszdal)      | Red Spyda               |                     | 4:15 |
| 19 | Life's On The Line (bónuszdal) | Terence Dudley          |                     | 3:38 |

## Személyzet
A kreditinformációk a fizikai albumról és az AllMusic adatbázisból származnak.
- 50 Cent – ének/szövegírás
- Justin Bendo – hangmérnök
- Sean Blaze – producer, hangmérnök
- Darrell Branch – producer
- Tommy Coster – billentyűk
- Terence Dudley – producer
- Mike Elizondo – basszusgitár, gitár, billentyűk, producer
- Dr. Dre – producer, executive producer, keverő hangmérnök
- Eminem – producer, executive producer, keverés, ének
- John "J. Praize" Freeman – producer
- Steve King – producer, keverő hangmérnök
- Megahertz – producer
- Red Spyda – producer
- Luis Resto – billentyűk
- Ruben Rivera – billentyűk, asszisztens hangmérnök
- Rockwilder – producer
- Tom Rounds – hangmérnök
- Sha Money XL – producer, hangmérnök
- Tracie Spencer – ének
- Rob Tewlow – producer
- Patrick Viala – hangmérnök
- Sacha Waldman – fotózás
- Ted Wohlsen – hangmérnök
- Carlisle Young – hangmérnök, digitális szerkesztés
- Dj Rad – producer